# Flugan och evigheten
Flugan och evigheten är en roman från 1999 av Håkan Nesser.

## Utgåvor
- 1999 - ISBN 91-0-057034-6
- 2000 - ISBN 91-7643-662-4
- 2005 - ISBN 91-7953-162-8, ljudbok
- 2006 - Die Fliege und die Ewigkeit : Roman (tyska) ISBN 3-442-75053-9 och ISBN 978-3-442-75053-5